# Callicarpe d'Amérique
Callicarpa americana
Espèce
Classification phylogénétique
Le callicarpe d'Amérique (Callicarpa americana) est une espèce de plantes à fleurs de la famille des Verbénacées, selon la classification classique, ou des Lamiaceae, selon la classification phylogénétique. C'est un arbuste originaire du sud-est des États-Unis.
Cet arbuste d'environ 1 à 1,50 m à feuilles caduques est remarquable par sa production de baies d'un violet vif en grappes serrées le long des tiges. Callicarpa signifie 'jolie baie' en grec.
Les baies qui persistent en hiver sont une source importante d'alimentation pour les oiseaux et d'autres animaux (d'où l'intérêt de les planter dans les jardins). Cependant elles ne sont pas parmi les plus appréciées et ne sont consommées que quand les autres ressources sont épuisées. Elles sont très astringentes et considérées comme non comestibles pour l'homme.